# Alfa Romeo F1 (motortillverkare)
Alfa Romeo var det italienska formel 1-stallet Alfa Romeos motortillverkare. Alfa Romeo levererade senare även motorer till ett antal andra formel 1-stall med olika chassier, bland annat Brabham.

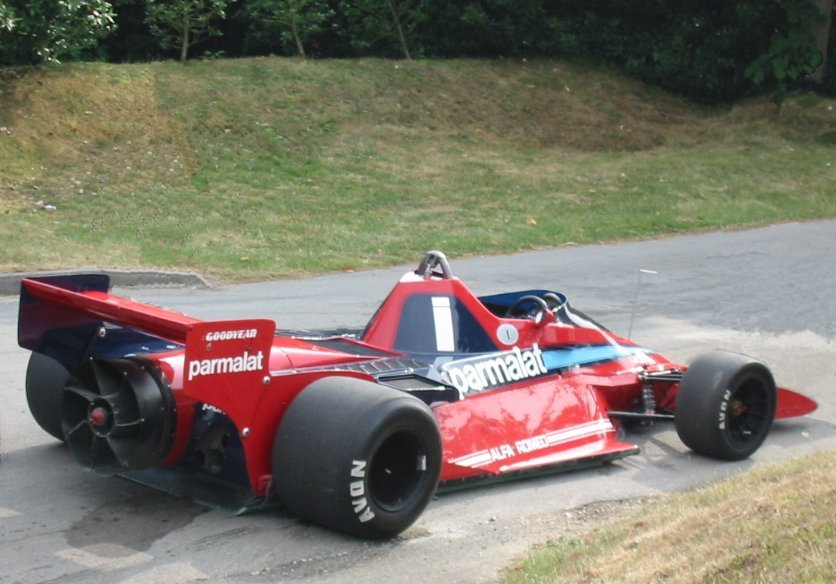
Brabham-Alfa Romeo BT46B från.

## F1-meriter
| 1. Storbritannien 1950 2. Monaco 1950 3. Schweiz 1950 4. Belgien 1950 5. Frankrike 1950 6. Italien 1950 7. Schweiz 1951 8. Belgien 1951 9. Frankrike 1951 10. Spanien 1951 11. Sverige 1978 12. Italien 1978 |

| 1. Storbritannien 1950 2. Monaco 1950 3. Schweiz 1950 4. Belgien 1950 5. Frankrike 1950 6. Italien 1950 7. Schweiz 1951 8. Belgien 1951 9. Frankrike 1951 10. Italien 1951 11. Monaco 1977 12. Sydafrika 1978 13. Frankrike 1978 14. USA 1980 15. USA West 1982 |

| 1. Storbritannien 1950 2. Monaco 1950 3. Schweiz 1950 4. Belgien 1950 5. Frankrike 1950 6. Italien 1950 7. Schweiz 1951 8. Belgien 1951 9. Frankrike 1951 10. Storbritannien 1951 11. Tyskland 1951 12. Italien 1951 13. Spanien 1951 14. Sydafrika 1977 15. Sydafrika 1977 16. Monaco 1978 17. Sverige 1978 18. Storbritannien 1978 19. Nederländerna 1978 20. Belgien 1983 |